# Critó d'Eges
Critó d'Eges (en llatí Criton, en grec antic Κρίτων "Kríton") fou un filòsof pitagòric grec. Va deixar almenys una obra, περὶ προνοίας καὶ ἀγαθῆς τύχης, de la que Estobeu (Stobaeus) en va conservar un fragment. Fabricius l'inclou a la Bibliotheca Graeca.